# ريتشارد رايموند
ريتشارد رايموند (بالإنجليزية: Richard Raymond)‏ هو محامي وسياسي أمريكي، ولد في 27 أكتوبر 1960 في اليس في الولايات المتحدة. حزبياً، نشط في الحزب الديمقراطي. وقد انتخب عضو مجلس نواب تكساس.

## وصلات خارجية
- الموقع الرسمي